# Кин, Стив
Стив Кин (англ. Steve Kean; род. 30 сентября 1967, Глазго) — шотландский футболист и футбольный тренер.

## Клубная карьера
Кин вырос в Камбернолде, городе на окранине Глазго. После окончания школы он в качестве профессионального игрока присоединился к клубу «Селтик», но не смог пробиться в основной состав. В те годы в клубе доминировали такие легендарные игроки как Томми Бернс, Мердо Маклауд и Пол Макстей.
В 1987 году Кин на правах аренды перешёл в «Суонси Сити», в одно время с Крисом Коулманом. Стив Кин сохранил с Крисом Коулманом прочные профессиональные взаимоотношения и после завершения своей карьеры игрока.
В 1988 году Кин перебрался в Португалию, где играл в клубе «Академика», за эту команду он провел наибольшее количество матчей в своей карьере. В 1991 году Стив Кин вернулся в Великобританию и выступал за клубы «Бат Сити» и «Ньюбери Таун».

## Тренерская карьера
После окончания карьеры игрока, Кин работал помощником Криса Коулмана в «Фулхэме», «Реал Сосьедаде» и «Ковентри Сити».
В июле 2008 года было объявлено, что Стив Кин ведет переговоры с «Челси» о переходе на должность помощника главного тренера Луиса Фелипе Сколари. Предполагалось что интерес «Челси» к Стиву Кину обусловлен его хорошим знанием португальского языка, который он выучил играя в «Академике».
4 августа 2009 года Сэм Эллардайс, на тот момент главный тренер «Блэкберн Роверс», назначил Кина тренером основного состава. На этом посту Кин заменил Карла Робинсона, который вернулся в «Милтон-Кинс Донс». Комментируя своё решение Эллардайс заявил, что рассматривал на этот пост несколько кандидатов и выбрал Кина потому что тот «выделялся на фоне других своей личностью, опытом и знанием футбола на высочайшем уровне».
После увольнения Эллардайса 13 декабря 2010 года, Кин был назначен исполняющим обязанности главного тренера «Блэкберна». 22 декабря Кин был назначен главным тренером и заключил с клубом контракт до конца сезона 2010/11. 4 января 2011 года владельцем клуба «Блэкберн Роверс» Анурадха Десаи было объявлено, что Стиву Кину будет предложен новый контракт на 2-3 года. 20 января руководство Блэкберна подтвердило, что с Кином заключен новый контракт до июня 2013 года. 23 ноября 2011 года «Блэкберн» объявил о пересмотре соглашения с Кином, уточнив, что изменения не касаются продолжительности контракта. Все остальные условия контракта не были оглашены. После сезона 2011/12 «Блэкберн» вылетел в Чемпионшип. 28 сентября 2012 года Кин подал в отставку.

## Статистика тренерской карьеры
По состоянию на 7 августа 2013 года
| Команда         | Начало работы   | Окончание работы | Результаты | Результаты | Результаты | Результаты | Результаты |
| Команда         | Начало работы   | Окончание работы | Матчи      | Победы     | Ничьи      | Поражения  | % побед    |
| --------------- | --------------- | ---------------- | ---------- | ---------- | ---------- | ---------- | ---------- |
| Блэкберн Роверс | 13 декабря 2010 | 28 сентября 2012 | 74         | 21         | 16         | 37         | 28,38      |